# Asellus Borealis
Asellus Borealis (γ Cnc / γ Cancri / 43 Cancri) es una estrella en la constelación de Cáncer de magnitud aparente +4,67. El origen del nombre se relaciona con el cúmulo El Pesebre (M44), que se halla flanqueado por dos asnos al este —Asellus significa «asno» en latín—; Asellus Borealis es el que se encuentra más al norte, mientras que Asellus Australis (δ Cancri) es el más meridional.
Situada a 158 años luz del sistema solar, Asellus Borealis aparece catalogada como una subgigante blanca de tipo espectral A1IV. Con una temperatura superficial de 9400 K —estimada a partir de su tipo espectral—, brilla con una luminosidad equivalente a 29 soles, siendo su radio el doble del radio solar.
A partir de estos parámetros se puede evaluar su masa, 2,3 veces mayor que la del Sol, e indican que más que una subgigante es una estrella blanca de la secuencia principal de 780 millones de años de edad.
Su velocidad de rotación proyectada, 79 km/s, conlleva un período de rotación igual o inferior a 1,3 días; la mezcla de gases debido a la rápida rotación comporta una composición química normal, excluyéndola del grupo de las estrellas peculiares.
Asellus Borealis tiene dos compañeras visuales a 1 y 2 minutos de arco respectivamente.
La segunda de ellas, denominada Gamma Cancri B, es una estrella binaria.
Sin embargo, ninguna de ellas está gravitacionalmente unida a Asellus Borealis, simplemente se encuentran en la misma línea de visión que ésta.